# Championnat des îles Féroé de football 1945
 (mars 2022).
Si vous disposez d'ouvrages ou d'articles de référence ou si vous connaissez des sites web de qualité traitant du thème abordé ici, merci de compléter l'article en donnant les références utiles à sa vérifiabilité et en les liant à la section « Notes et références ».
Navigation
Meistaradeildin 1943 Meistaradeildin 1946
La saison 1945 du Championnat des îles Féroé de football est la 3e édition de la première division féroïenne à poule unique, la Meistaradeildin. Les huit clubs ont joué sous forme de tournoi. Le KÍ Klaksvík remporte le titre.

## Format
Il y avait initialement trois qualifications régionales (Est, Ouest, Sud). Les vainqueurs des trois finales régionales se sont ensuite affrontés en demi-finale et en finale.

## Les clubs participants
| \| B36 HB KÍ MB SÍS SÍF VBV TB \| Localisation des clubs engagés dans le championnat 1945. |
| B36 HB KÍ MB SÍS SÍF VBV TB                                                                |

- B36 Tórshavn - Région Est
- HB Tórshavn - Région Est
- KÍ Klaksvík - Région Est
- MB Miðvágur - Région Ouest
- SÍF Sandavágur - Région Ouest
- SÍ Sørvagur - Région Ouest
- VB Vágur - Région Sud
- TB Tvøroyri - Région Sud - Tenant du Titre

## Résultats[n 1]

### Premier Tour

#### Région Est
| \| Rang \| Équipe \| Pts \| J \| G \| N \| P \| Bp \| Bc \| Diff \| \| ---- \| ------------ \| --- \| - \| - \| - \| - \| -- \| -- \| ---- \| \| 1 \| KÍ Klaksvík \| 8 \| 4 \| 4 \| 0 \| 0 \| 23 \| 3 \| +20 \| \| 2 \| B36 Tórshavn \| 2 \| 3 \| 1 \| 0 \| 2 \| 13 \| 6 \| +7 \| \| 3 \| HB Tórshavn \| 0 \| 3 \| 0 \| 0 \| 3 \| 0 \| 27 \| -27 \| - Qualifié pour la finale. |              |     |   |   |   |   |    |    |      |
| Rang | Équipe       | Pts | J | G | N | P | Bp | Bc | Diff |
| 1 | KÍ Klaksvík  | 8   | 4 | 4 | 0 | 0 | 23 | 3  | +20  |
| 2 | B36 Tórshavn | 2   | 3 | 1 | 0 | 2 | 13 | 6  | +7   |
| 3 | HB Tórshavn  | 0   | 3 | 0 | 0 | 3 | 0  | 27 | -27  |

#### Région Ouest
| Rang | Équipe         | Pts | J | G | N | P | Bp | Bc | Diff |
| ---- | -------------- | --- | - | - | - | - | -- | -- | ---- |
| 1    | SÍF Sandavágur | 3   | 3 | 1 | 1 | 1 | 7  | 4  | +3   |
| 2    | SÍ Sørvágur    | 2   | 2 | 1 | 0 | 1 | 4  | 7  | -3   |
| 3    | MB Miðvágur    | 1   | 1 | 0 | 1 | 0 | 0  | 0  | 0    |

| Équipe 1    | Résultat | Équipe 2       |
| ----------- | -------- | -------------- |
| SÍ Sørvágur | 3 - 2    | SÍF Sandavágur |

1. ↑  Le MB Miðvágur s'est retiré après son premier match. Un match a eu lieu entre SÍ Sørvágur et SÍF Sandavágur pour décider qui irait en demi finale.

#### Région Sud
| \| Rang \| Équipe \| Pts \| J \| G \| N \| P \| Bp \| Bc \| Diff \| \| ---- \| ----------- \| --- \| - \| - \| - \| - \| -- \| -- \| ---- \| \| 1 \| TB Tvøroyri \| 3 \| 2 \| 1 \| 1 \| 0 \| 8 \| 2 \| +6 \| \| 2 \| VB Vágur \| 1 \| 2 \| 0 \| 1 \| 1 \| 2 \| 8 \| -6 \| - Qualifié pour la demi finale. |             |     |   |   |   |   |    |    |      |
| Rang | Équipe      | Pts | J | G | N | P | Bp | Bc | Diff |
| 1 | TB Tvøroyri | 3   | 2 | 1 | 1 | 0 | 8  | 2  | +6   |
| 2 | VB Vágur    | 1   | 2 | 0 | 1 | 1 | 2  | 8  | -6   |

### Demi finale
| Date         | Équipe 1    | Résultat | Équipe 2    |
| ------------ | ----------- | -------- | ----------- |
| 12 août 1945 | SÍ Sørvágur | 3 - 1    | TB Tvøroyri |

### Finale
| Date         | Équipe 1    | Résultat | Équipe 2    |
| ------------ | ----------- | -------- | ----------- |
| 19 août 1945 | SÍ Sørvágur | 0 - 1    | KÍ Klaksvík |

## Bilan de la saison
| Tableau d'Honneur                           |                 |
| Compétition                                 | Vainqueur       |
| Championnat des îles féroé de football 1945 | KÍ Klaksvík (2) |